# Henckelia speciosa
Henckelia speciosa là một loài thực vật có hoa trong họ Tai voi (Gesneriaceae). Loài này có ở Vân Nam (Trung Quốc); được Kurz mô tả khoa học đầu tiên năm 1873. Năm 2011, D.J.Middleton & Mich.Möller chuyển nó sang chi Henckelia.